# Wiesław Maniak

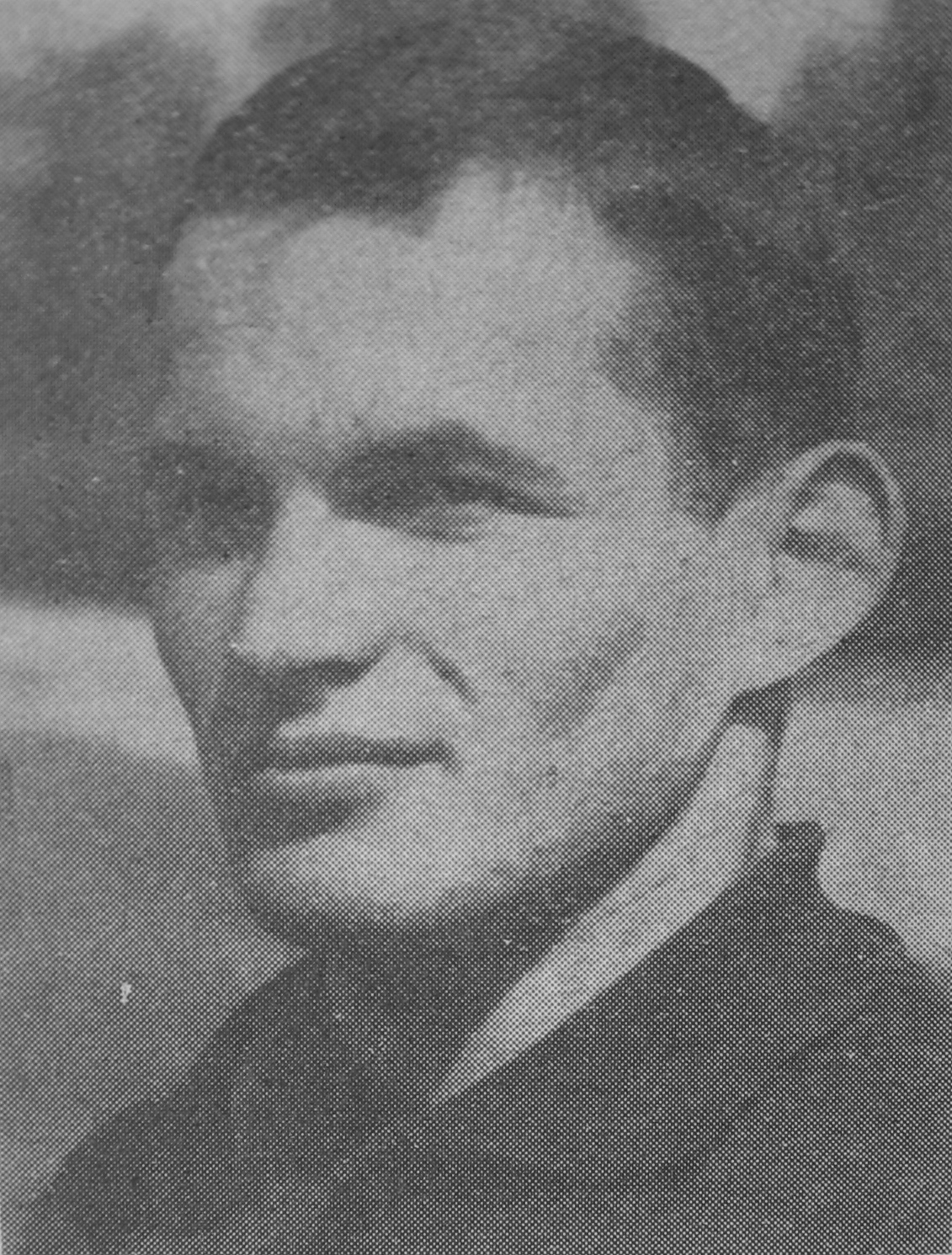
Wiesław Maniak 1964

Wiesław Jan Maniak (* 22. Mai 1938 in Lwów, Polen; † 28. Juni 1982 in Kurtschatow, Oblast Kursk, Sowjetunion) war ein polnischer Leichtathlet. Bei einer Körpergröße von 1,71 m betrug sein Wettkampfgewicht 74 kg. Maniak verbrachte seine Jugend in Großbritannien und Irland und kehrte 1963 nach Polen zurück.
Seinen ersten Start bei einer großen internationalen Meisterschaft absolvierte Maniak bei den Olympischen Spielen 1964 in Tokio. Im 100-Meter-Lauf erreichte er das Finale und belegte in 10,4 s als bester Europäer den vierten Platz. Auch mit der polnischen 4-mal-100-Meter-Staffel erreichte er das Finale. In der Besetzung Andrzej Zieliński, Wiesław Maniak, Marian Foik und Marian Dudziak gewann man in 39,3 s nach Zielfotoentscheid Silber vor der gleichauf liegenden französischen Staffel, lediglich die Staffel der USA war nicht erreichbar.
Bei den Europameisterschaften 1966 in Budapest konnte Maniak seinen Ruf als bester europäischer Sprinter bestätigen. In 10,5 s gewann er den 100-Meter-Titel vor den zeitgleich ins Ziel kommenden Franzosen Roger Bambuck und Claude Piquemal. Die polnische Staffel erreichte nicht das Finale, da sich Marian Dudziak auf der Gegengeraden verletzte.
1968 bei den Europäischen Hallenspielen in Madrid erreichte Maniak Platz 4 über 50 Meter. Bei den Olympischen Spielen 1968 in Mexiko-Stadt schied Maniak bereits im 100-Meter-Vorlauf aus. Die polnische Staffel qualifizierte sich in 38,99 s für das Finale, belegte aber in 39,22 s nur den achten und letzten Platz.
1971 bei den Europameisterschaften in Helsinki trat Maniak noch einmal über 100 Meter an, schied aber im Vorlauf aus und wurde deshalb in der Staffel nicht eingesetzt.
Maniak gewann 1965 die polnische Landesmeisterschaft über 100 Meter und über 200 Meter. Über 100 Meter wurde er auch 1966, 1967 und 1971 polnischer Meister; 1972 beendete er seine Karriere. Sein polnischer Rekord von 1965 mit 10,1 s über 100 Meter wurde erst 1984 von Marian Woronin unterboten.
Neben seiner Sportkarriere absolvierte Maniak Studien an der Fakultät für Verkehrswirtschaft an der Technischen Universität Stettin und an der Universität für Leibeserziehung in Posen. Später wurde er bei der Spezialbaufirma Energopol in Warschau angestellt und trainierte in seiner Freizeit die Jugend im Skra Sportklub. Aufgrund seiner guten Englisch- und Russischkenntnisse betreute er zahlreiche ausländische Baustellen des Unternehmens im Nahen Osten und in der UdSSR.
Während eines Aufenthalts auf der Baustelle des Kernkraftwerks Kurtschatow (UdSSR) verstarb er im Alter von 44 Jahren an einem Gehirnaneurysma. Er wurde in Warschau auf dem Wawrzyszewski-Friedhof beigesetzt.
Maniak ist Namenspatron des Leichtathletikwettbewerbs "Internationales Wiesław Maniak Memorial", der bisher (mit Stand September 2023) in sechs Ausgaben ausgetragen wurde.